# Robert Angerhofer
Robert Angerhofer (* 27. April 1895 in Hinterstoder; † 11. April 1987 ebenda) war ein österreichischer Maler, Grafiker, Bildhauer und Innenausstatter. Er gilt als wichtiger Vertreter der Neuen Sachlichkeit in Österreich.

## Leben und Wirken
Angerhofer besuchte das Gymnasium in Wels. Aus dem Ersten Weltkrieg kehrte er mit einer Granatsplitterverletzung zurück. Ab 1918 studierte der an der Akademie der Bildenden Künste München bei Peter Halm. Danach ließ er sich in Schlierbach auf Schloss Dorff nieder. 1938 heiratet er die Kunsterzieherin Hertha Deissinger. Angerhofer beantragte am 21. Mai 1938 die Aufnahme in die NSDAP und wurde rückwirkend zum 1. Mai desselben Jahres aufgenommen (Mitgliedsnummer 6.282.872). Er erhielt 1941 den Gaukulturpreis für Malerei im Gau Oberdonau. Nach dem Zweiten Weltkrieg geriet der Künstler weitgehend in Vergessenheit.
1926 trat er der Künstlervereinigung MAERZ bei, 1937 wurde er erstmals Mitglied beim Künstlerhaus Wien, 1938 und 1950 neuerlich, nachdem er zwischenzeitlich aus unterschiedlichen Gründen gestrichen worden war.

## Werke
- Werke Angerhofers im Artemons

## Ausstellungen
Zwischen 2005 und 2015 waren Werke des Künstlers in folgenden Gruppenausstellungen zu sehen:
- Die Ordnung der Dinge - Neue Sachlichkeit in Oberösterreich, Landesgalerie am Oberösterreichischen Landesmuseum (2005)
- Kulturhauptstadt des Führers, Schlossmuseum Linz, 2009
- 100 Jahre MAERZ, Die Anfänge 1913 bis 1938, Nordico, 2013
- Aus der Sammlung Kunst und Krieg - Die Erfahrung 1. Weltkrieg aus künstlerischer Sicht, Landesgalerie am Oberösterreichischen Landesmuseum
- Rabenmütter. Zwischen Kraft und Krise: Mütterbilder von 1900 bis heute, Lentos Kunstmuseum Linz, 2015

Im Rahmen der Kunstausstellung in München war Angerhofer einer der wenigen oberösterreichischen Künstler, von denen ein Werk gezeigt wurde:
- Kreidezeichnung Weg durch den oberen Schlag, in Kunstausstellung in München im Haus der Kunst (1937)